# 王景渊
王景渊（1910年—1989年6月），男，贵州贵阳人，中华人民共和国政治人物，曾任贵州省政协副主席，第六、七届全国政协委员。